# Cala dels Frares
La cala dels Frares es una cala situada en el término municipal de Lloret de Mar (Gerona) España, en la Costa Brava Sur. 
Es una cala situada en una zona natural que forma un conjunto rocoso de especial singularidad. Es por ello, uno de los rincones más fotogénicos de la Costa Brava.
Se accede por la carretera GI-682 (Blanes-Lloret), la autopista C-32 (salida Malgrat-Blanes-Lloret), la autopista AP-7 (salida 9 Lloret) y la C-63 (comarcal de Vidreres). Llegados a Lloret de Mar, se puede llegar caminando por el camino de ronda desde la playa de Lloret y atravesando la Cala Sa Caleta o bien en vehículo.
- Datos: Q17623454
- Multimedia: Cala des Frares / Q17623454